# Mictyris longicarpus
Espèce
Mictyris longicarpus est une espèce de crabes qui vit sur les plages de sable du golfe du Bengale à l'Australie. Les adultes mesurent 25 mm en moyenne, de couleur blanche, bleue sur le dos, ils peuvent tenir leurs pinces verticalement. Ils se nourrissent de détritus trouvés dans le sable, laissant derrière eux des boulettes abandonnées. Les mâles peuvent former de grosses « armées » qui traversent la plage à marée basse, puis ils s'enterrent dans le sable en attendant la prochaine marée basse.